# Eriococcus pittospori
Eriococcus pittospori är en insektsart som beskrevs av Ferris 1955. Eriococcus pittospori ingår i släktet Eriococcus och familjen filtsköldlöss. Inga underarter finns listade i Catalogue of Life.